# Page County, Virginia
Page County är ett administrativt område i delstaten Virginia, USA, med 24 042 invånare. Den administrativa huvudorten (county seat) är Luray.
Del av Shenandoah nationalpark ligger i countyt.

## Geografi
Enligt United States Census Bureau har countyt en total area på 813 km². 806 km² av den arean är land och 8 km² är vatten.

### Angränsande countyn
- Shenandoah County - nordväst
- Warren County - norr
- Rappahannock County - öster
- Madison County - sydost
- Greene County - sydost
- Rockingham County - söder